# Chiesa di San Zenone (Rovigo, Boara Polesine)
La chiesa di San Zenone è un edificio religioso sito a Boara Polesine, frazione di Rovigo e comune soppresso, sito in prossimità dell'argine destro del fiume Adige, al quale mostra la facciata. Risalente alla seconda metà del XVIII secolo, la chiesa, unico edificio di culto dell'abitato, è secondo la suddivisione territoriale della Chiesa cattolica, sede parrocchiale e arcipretale, e conserva alcune opere d'arte di pregio nonché uno dei pochi organi a canne realizzati da Gaetano Callido presenti nel territorio polesano.

## Storia
La comunità di Boara, località che radunava le sparse abitazioni sorte vicino a Rovigo a cavallo dell'Adige, aveva eretto una chiesa, della quale si trova traccia dal XIII secolo, sulla sponda destra e più abitata del fiume. L'edificio, inizialmente modesto, ma ampliato nei secoli successivi, doveva soddisfare le esigenze religiose degli abitanti delle due sponde e sorse su iniziativa degli stessi, costruito con orientamento est-ovest e dedicato a San Zenone, ovvero Zeno di Verona, santo cristiano del IV secolo e ottavo vescovo della Diocesi di Verona nonché protettore dalle inondazioni delle acque dell'Adige. La chiesa, pur se nel tempo dotata di fonte battesimale, risultava dipendente dal Duomo di Santo Stefano Papa di Rovigo e data la sua posizione, in balia delle frequenti esondazioni del fiume, trascorse periodi di degrado e di abbandono, tuttavia resistette fino al XVIII secolo.

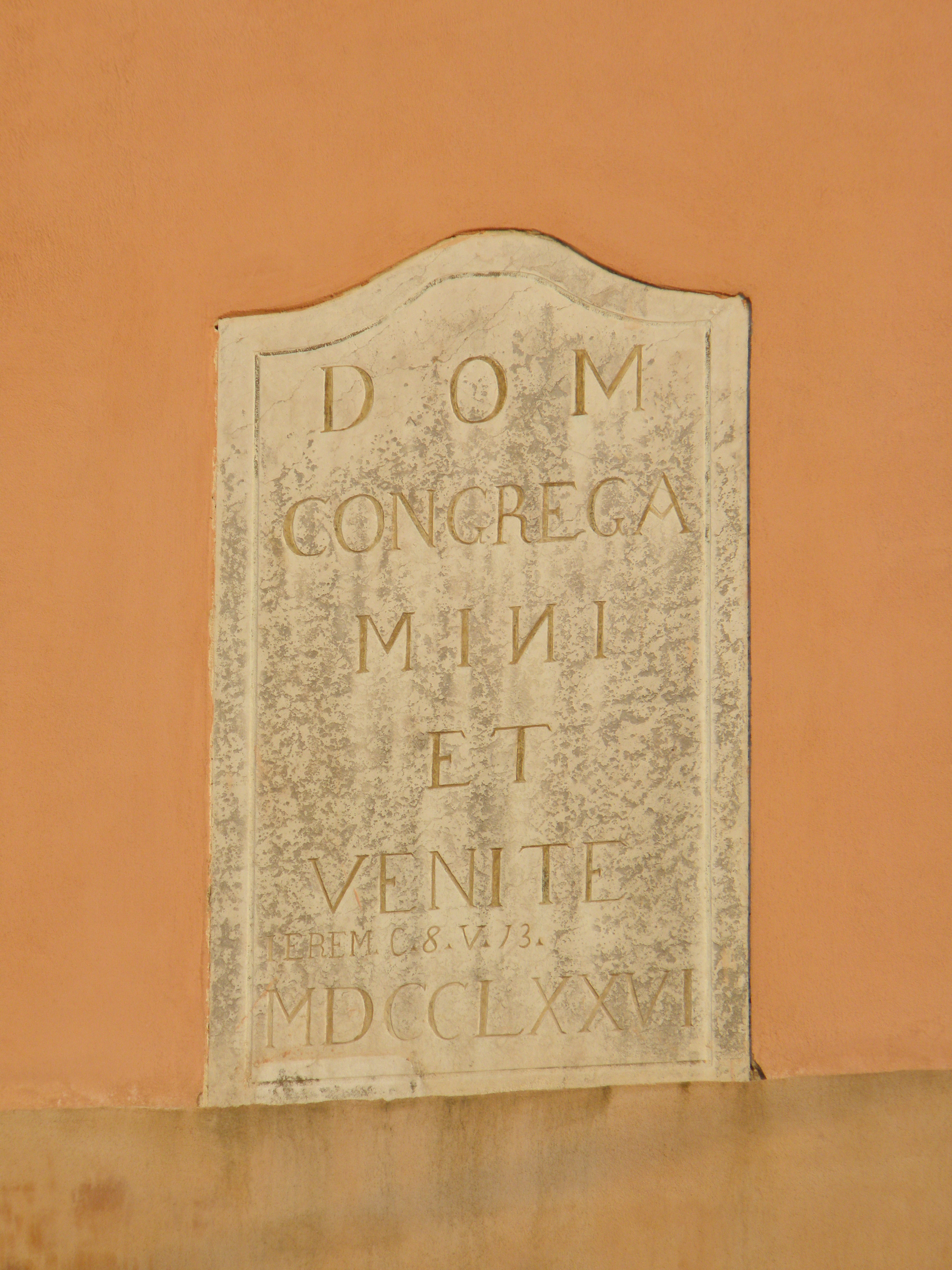
La lapide presente sul campanile che ricorda l'anno del suo completamento.

A seguito di importanti lavori di rinforzo ed innalzamento degli argini del fiume Adige, realizzati a partire dalla seconda metà del XIII secolo, fu necessario abbandonare la trecentesca chiesa di San Zeno. Su iniziativa della comunità e dell'arciprete don Sebastiano Bisatti, si iniziò la costruzione di una nuova chiesa, l'attuale, che mantenne la stessa dedicazione ma fu realizzata su altro sito, seppur dal precedente non molto lontano. La sua costruzione iniziò con la posa della prima pietra, ad opera dell'arciprete Bisatti, il 24 giugno 1763. I lavori si protrasse per i sei anni successivi fino alla sua inaugurazione il 30 novembre 1769, alla presenza dal vescovo di Adria Arnaldo Speroni degli Alvarotti. A differenza della precedente, la chiesa attuale presenta un orientamento sud-nord, con la facciata che insiste sulla prospiciente piazzetta e sull'argine del fiume. Inizialmente priva di campanile, questo venne ultimato nel 1776, anno ricordato anche dalla lapide presente su uno dei suoi lati. Infine, sempre dal vescovo Arnaldo Speroni degli Alvarotti, fu consacrata in data 23 settembre 1792.
Gravemente danneggiata nel secondo conflitto mondiale dai bombardamenti alleati, fu restaurata in più fasi fino a ritornare all'originaria bellezza.

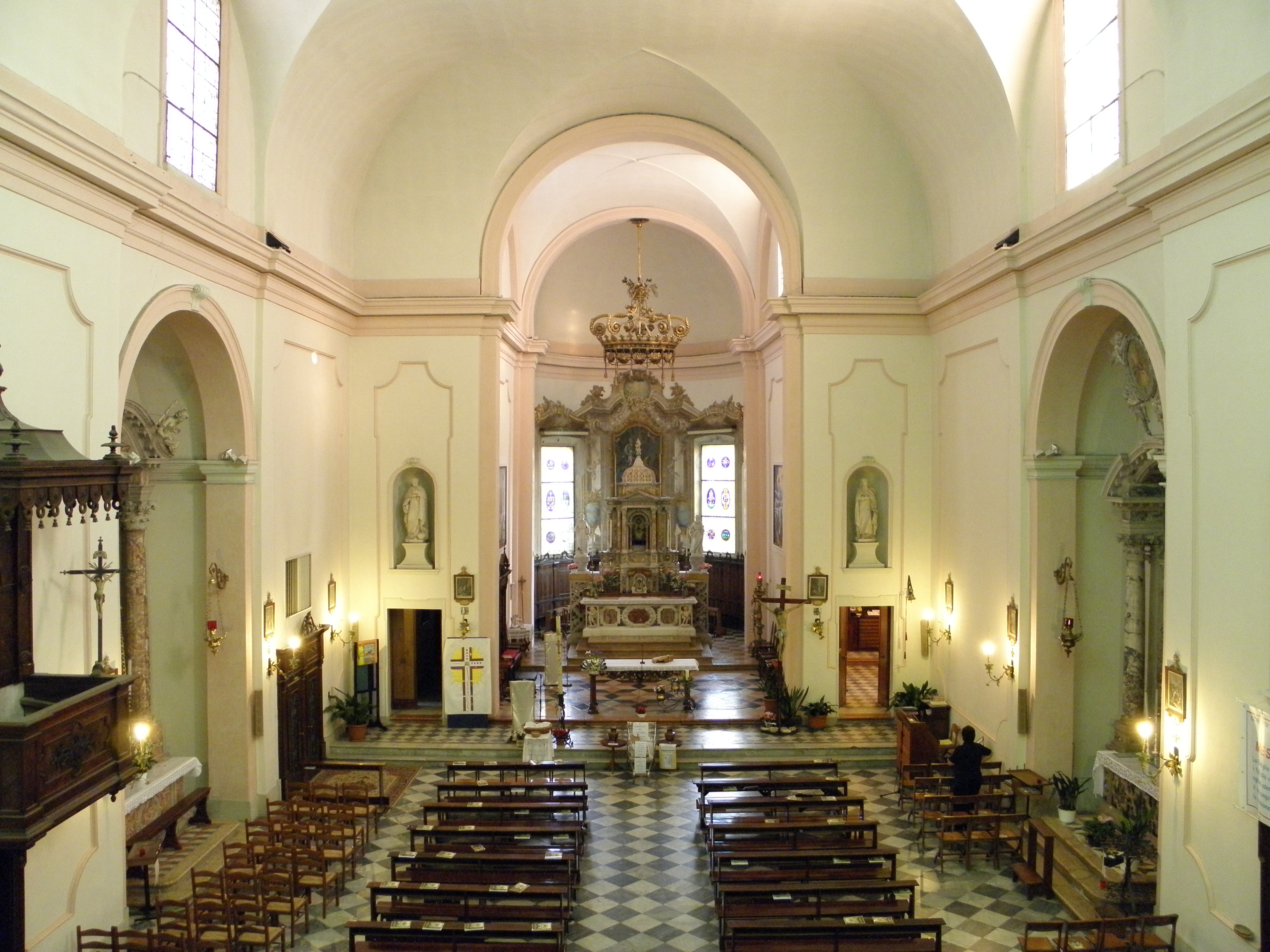
L'interno della chiesa visto dalla cantoria dell'organo del Callido.

La chiesa conserva al suo interno alcune opere provenienti dal precedente edificio di culto tra i quali la Vergine della Cintura fra i santi Zenone e Agostino, pala d'altare opera del pittore polesano Mattia Bortoloni inserita in uno splendido affresco a trompe l'œil realizzato da Massimino Baseggio, la statua di una Madonna col Bambino realizzata dallo scultore padovano Antonio Bonazza nel 1745. Al suo interno è inoltre presente una Via Crucis dello stampatore veneziano Wagner e un organo a canne costruito da Gaetano Callido nel 1780. La cappella del Battistero è stata affrescata dal Licini nel 1951.